# Gare de Huntsville
La  gare de Huntsville à Huntsville était desservie par l'ONR jusqu'en 2012.

## Histoire
La gare est construite en 1924 par le Canadien National, "située en bordure du lac Vernon à l'extrémité nord de Huntsville".

## Service des marchandises
Ouverte au service des marchandises.

## Patrimoine ferroviaire
La gare est "désignée gare ferroviaire patrimoniale en raison de son importance historique, architecturale et environnementale" par Parcs Canada en 1993. Elle servait de point touristique pour la ville et la région. Gare pittoresque en briques, "elle marque l’apogée de l’architecture des gares ferroviaires canadiennes des plus petits centres urbains" selon la désignation .